# Shahrestān-e Javānrūd
Shahrestān-e Javānrūd (persiska: شهرستان جوانرود, جوانرود) är en delprovins (shahrestan) i Iran.   Den ligger i provinsen Kermanshah, i den nordvästra delen av landet, 500 km väster om huvudstaden Teheran.
Delprovinsen hade 75 169 invånare 2016.